# Competencias municipales en España
Las competencias municipales en España se desarrollan en el ámbito del municipio y la institución que se encarga de su gobierno es el ayuntamiento. Hay un grupo de competencias y servicios que deben prestarse por igual para todos los municipios, sin embargo, a mayor población mayor número de competencias cedidas al nivel local.

## Competencias
Los municipios tienen competencias en las siguientes materias:
1. Seguridad en lugares públicos.
2. Ordenación del tráfico y peatones.
3. Protección civil, prevención y extinción de incendios.
4. Ordenación, gestión, ejecución y disciplina urbanística; promoción y gestión de viviendas; parques y jardines, pavimentación de vías públicas urbanas y conservación de caminos y vías rurales.
5. Patrimonio histórico-artístico.
6. Protección del medio ambiente.
7. Abastos, mataderos, ferias, mercados y defensa de usuarios y consumidores.
8. Protección de la salubridad pública.
9. División en barrios y distritos
10. Participación en la gestión de la atención primaria de la salud.
11. Cementerios y servicios funerarios.
12. Prestación de los servicios sociales y de promoción y reinserción social.
13. Suministro de agua y alumbrado público; servicios de limpieza viaria, de recogida y tratamiento de residuos, alcantarillado y tratamiento de aguas residuales.
14. Transporte público de viajeros.
15. Actividades o instalaciones culturales y deportivas; ocupación del tiempo libre; turismo.
16. Participar en la programación de la enseñanza y cooperar con la Administración educativa en la creación, construcción y sostenimiento de los centros docentes públicos, intervenir en sus órganos de gestión y participar en la vigilancia del cumplimiento de la escolaridad obligatoria.
17. Promoción de la igualdad entre hombres y mujeres.

Además de las competencias propias, los municipios pueden realizar actividades complementarias en materia de educación, cultura, promoción de la mujer, vivienda, sanidad y protección del medio ambiente.

## Potestades
Los municipios, para poder ejercer sus competencias, tiene la potestad de reglamentación y de autoorganización; tributaria y financiera; de programación o planificación; expropiatoria y de investigación, deslinde y recuperación de oficio de sus bienes; presunción de legitimidad y la ejecutividad de sus actos; de ejecución forzosa y sancionadora; de revisión de oficio de sus actos y acuerdos; y finalmente tiene las prelaciones y preferencias y demás prerrogativas reconocidas a la Hacienda Pública para los créditos de la misma, sin perjuicio de las que correspondan a las Haciendas del Estado y de las comunidades autónomas así como la inembargabilidad de sus bienes y derechos en los términos previstos en las leyes.

## Servicios por población

### Todos los municipios
- Alumbrado público
- Cementerio
- Recogida de residuos
- Limpieza viaria
- Abastecimiento domiciliario de agua potable
- Alcantarillado
- Acceso a los núcleos de población
- Pavimentación de las vías públicas

### Municipios con más de 5.000 habitantes
- Parque público
- Biblioteca pública
- Tratamiento de residuos
- Policía Local

### Municipios con más de 20.000 habitantes
- Técnico de Protección Civil y Coordinación de Emergencias o Jefe de servicio municipal de Emergencias
- Protección civil (AGRUPACIÓN DE VOLUNTARIOS)
- Evaluación e información de situaciones de necesidad social y la atención inmediata a personas en situación o riesgo de exclusión social
- Prevención y extinción de incendios
- Instalaciones deportivas de uso público

### Municipios con más de 50.000 habitantes
- Transporte colectivo urbano de viajeros
- Protección del medio ambiente

### Municipios con menos de 20.000 habitantes
Será la Diputación provincial o entidad equivalente la que coordinará la prestación de los siguientes servicios:
- Recogida y tratamiento de residuos
- Abastecimiento de agua potable a domicilio y evacuación y tratamiento de aguas residuales
- Limpieza viaria
- Acceso a los núcleos de población
- Pavimentación de vías urbanas
- Alumbrado público

## Competencias por materias

### Regulación del tráfico urbano
El Texto articulado de la Ley sobre Tráfico, Circulación y Seguridad Vial aprobado por RDL 339/1990   atribuye a los Municipios,  las siguientes competencias:
1. La ordenación y el control del tráfico en las vías urbanas de su titularidad, así como su vigilancia por medio de agentes propios, la denuncia de las infracciones que se cometan en dichas vías y la sanción de las mismas cuando no esté expresamente atribuida a otra Administración.
2. La regulación mediante Ordenanza Municipal de Circulación, de los usos de las vías urbanas, haciendo compatible la equitativa distribución de los aparcamientos entre todos los usuarios con la necesaria fluidez del tráfico rodado y con el uso peatonal de las calles, así como el establecimiento de medidas de estacionamiento limitado, con el fin de garantizar la rotación de los aparcamientos, prestando especial atención a las necesidades de las personas con discapacidad que tienen reducida su movilidad y que utilizan vehículos, todo ello con el fin de favorecer su integración social.
3. La inmovilización de los vehículos en vías urbanas cuando no se hallen provistos de título que habilite el estacionamiento en zonas limitadas en tiempo o excedan de la autorización concedida hasta que se logre la identificación de su conductor.

### Sanidad
El artículo 42 de la Ley General de Sanidad dispone que, los Ayuntamientos, sin perjuicio de las competencias de las demás Administraciones Públicas, tendrán las siguientes responsabilidades mínimas en asuntos relacionados con la Sanidad:
1. Control sanitario del medio ambiente: Contaminación atmosférica, abastecimiento de aguas, saneamiento de aguas residuales, residuos urbanos e industriales.
2. Control sanitario de industrias, actividades y servicios, transportes, ruidos y vibraciones.
3. Control sanitario de edificios y lugares de vivienda y convivencia humana, especialmente de los centros de alimentación, peluquerías, saunas y centros de higiene personal, hoteles y centros residenciales, escuelas, campamentos turísticos y áreas de actividad físico deportivas y de recreo.
4. Control sanitario de la distribución y suministro de alimentos perecederos, bebidas y demás productos, directa o indirectamente relacionados con el uso o consumo humanos, así como los medios de su transporte.
5. Control sanitario de los cementerios y policía sanitaria mortuoria.